# Conseil d'État (Grèce)
Pour les autres articles nationaux ou selon les autres juridictions, voir Conseil d'État.
Le Conseil d'État hellénique (en grec moderne : Συμβούλιο της Επικρατείας / Symvoúlio tis Epikrateías) est la cour suprême grecque pour les questions d'ordre contentieux et administratif. Créé en 1911, le Conseil d'État a été réuni pour la première fois en 1929. Son siège se situe à Athènes, dans le bâtiment d'origine de l'Arsákeio (Αρσάκειο).

## Compétences
La constitution grecque établit la dualité de juridiction. Le Conseil d'État se situe au sommet de la hiérarchie des tribunaux ordinaires de la juridiction administrative. Il est donc, avec la Cour de cassation (Areios Pagos) et la Cour des comptes (Elegktiko Synedrio), l'une des trois plus hautes cours du pays.
Conformément au modèle français, il exerce aussi une fonction consultative. 
Sa compétence consultative est fixée par l'article 95 de la Constitution et concerne les textes réglementaires. L'avis du Conseil d'État porte sur la légalité et la constitutionnalité des projets mais n'aborde pas la pertinence des mesures.
L'avis est préparé par la 5e Chambre du Conseil, composée, pour ces cas, de trois ou cinq membres. La Chambre peut, à son choix, soumettre l'affaire à la session plénière de neuf membres. La saisine est obligatoire pour la Chambre, lors de l'appréciation de la constitutionnalité des dispositions légales relevant du décret (article 100 de la Constitution après l'amendement de 2001).
L'Administration est tenue de transmettre les projets de textes réglementaires au Conseil mais elle n'est pas tenue de suivre l'avis émis. Néanmoins, en pratique l'Administration s'en tient souvent à l'avis du Conseil.
Le Conseil d'État est l'instance suprême des trois instances de justice administrative.
Les juridictions administratives statuent sur tous les contentieux de droit public tels que les contentieux fiscaux, les contentieux de la fonction publique, les contentieux de la sécurité sociale, les contentieux en responsabilité de l'État, les contentieux relatifs aux marchés publics et les contentieux généraux en annulation des décisions administratives. 
Le Conseil d'État statue en premier et dernier ressort sur les réclamations par lesquelles les actes de l'administration sont attaqués pour dépassement de compétence. Dans le cas contraire, il doit statuer sur les révisions contre les décisions des tribunaux administratifs des juridictions inférieures.

## Liste des présidents du Conseil d'État
- Konstantínos Raktiván (en) (1929–1935)
- Stámos Papafrángos (el) (1935–1941)
- Panagiótis Triantafyllákos (1941–1943)
- Panagiótis Poulítsas (1943–1951)
- Sotírios Souliótis (el) (1951–1961)
- Charílaos Mitrélias (1961–1966)
- Mikhaíl Stasinópoulos (1966–1969)
- Aléxandros Dímitsas (1969–1974)
- Geórgios Marangópoulos (1974–1976)
- Óthon Kyriakós (1976–1977)
- Nikólaos Bourópoulos (el) (1977–1981)
- Ángelos Iatrídis (1981–1983)
- Themistoklís Kourousópoulos (el) (1983–1988)
- Vasílios Rótis (el) (1988)
- Vasílios Botópoulos (el) (1988–1999)
- Chrístos Gerarís (el) (1999–2005)
- Geórgios Papangiotópoulos (el) (2005–2010)
- Panagiótis Pikramménos (2010–16 mai 2012)
- Konstantínos Menoudákos (el) (17 mai 2012–30 juin 2013)
- Sotírios Rízos (2013–2015)
- Nikólaos Sakellaríou (el) (2015–2018)
- Athanásios Rántos (el) (2018), intérim
- Ekateríni Sakellaropoúlou (2018–2020)
- Athanásios Rántos (el) (2020)
- Maíri Sarp (2020–2021)[1]
- Dimítris Skaltsoúnis (2021–2022)[2]
- Evangelía Níka (depuis le 4 juillet 2022)[3]